# CSL Limited
CSL Limited is een van oorsprong Australisch bedrijf dat actief is in de farmaceutische industrie en biotechnologie. Het bedrijf is gevestigd in Parkville, een voorstad van Melbourne.
CSL werd in 1916 opgericht als de Commonwealth Serum Laboratories, een overheidsinstelling met als hoofddoel het produceren van vaccins. Daarnaast kon CSL reeds in 1923 insuline produceren. In 1928 raakte het instituut verwikkeld in een affaire rond de dood van twaalf kinderen, waarbij de etikettering van geneesmiddelen door CSL de boosdoener bleek. In hetzelfde jaar voegde CSL onderzoek naar tegengif voor slangenbeten aan het programma toe. Een tegengif voor de beet van de Australische tijgerslang kwam in 1931 beschikbaar. In 1944 kon ook de productie van penicilline ter hand worden genomen, essentieel voor de Australische oorlogsinspanning.
In 1950 kreeg CSL voor het eerst het gif van een taipan in handen, gevangen door de herpetoloog Kevin Budden, die het leven verloor als gevolg van de vangst. Hiermee kon CSL in 1955 het eerste tegengif beschikbaar maken voor de beet van dit uiterst giftige reptiel. Door uitstekende contacten met slangenjagers en -melkers in het veld, zoals Eric Worrell en Ken Slater, kreeg CSL in de jaren vijftig de beschikking over ruime hoeveelheden slangengif van alle giftige soorten van Australië. Daarmee vervaardigde het instituut tegengiffen voor alle specifieke soorten, en in 1962 het eerste tegengif dat bij een grote variëteit aan beten effectief was. In de jaren tachtig kwamen daar nog andere tegengiffen bij, zoals dat voor de beet van de Australische tunnelspin.
In 1983 was CSL pionier bij het door verhitting vrijwaren van bloed en bloedplasma van besmetting met het Hiv-virus.
In 1994 werd het instituut geprivatiseerd als CSL Ltd. Zes jaar later verdubbelde het bedrijf in omvang met de overname van het Zwitserse ZLB Bioplasma AG en in 2004 werd het Duitse Aventis Behring overgenomen.